# Avtotor
Koordinaten: 54° 43′ 53″ N, 20° 20′ 35″ O

Unternehmenslogo Avtotors

Avtotor (russisch Автотор) ist ein seit 1996 in der Russischen Föderation existierender Automobilhersteller mit Unternehmenssitz in Kaliningrad. Nach dem Magazin Forbes war das Unternehmen 1996 unter den 200 größten Privatunternehmen Russlands auf dem 69. Platz. Avtotor kaufte 2008 zudem die Namensrechte der Marken Hummer und Cadillac mit Begrenzung auf den russischen Markt und das Recht auf eigene Modellentwicklung auf. Alle Fahrzeuge des Unternehmens sind zusammengebaute Bausätze. Lediglich die NAC-Lkws sowie die verwendeten Motoren sind bei Avtotor aus eigener Produktion. Übersetzt bedeutet der Unternehmensname (Firma) Avtotor so viel wie Tor für Automobile (nach Russland und Asien) oder einfach Autotor. In der Fahrzeug-Identifizierungsnummer verwendet das Werk den Herstellercode X4X.

## Joint-Ventures

### BMW
In einem Joint-Venture mit den Bayerischen Motoren-Werken wurde 1999 die Produktion der BMW-3er-Baureihe und später der BMW-5er-Baureihe aufgenommen. 2006 folgte der BMW X3 und 2009 die Modelle BMW X5 und BMW X6.

### Chery
Mit der chinesischen Automobilmarke Chery ging Avtotor 2006 ein Joint-Venture ein. Im gleichen Jahr begann die Produktion der Modelle Chery Amulet, Chery Fora, Chery QQ, Chery Tiggo und Chery Oriental Son. Trotz des Markterfolges beendete die Avtotor im Dezember 2008 das Joint-Venture und stellte die entsprechenden Produktionsstraßen auf die BMW-Modelle um.

### GM
Das dritte Joint-Venture vereinbarte Avtotor im Jahr 2003 mit der US-amerikanischen General Motors. Am 21. November 2003 rollten so die ersten russischen Chevrolet Lacettis und Chevrolet Lanos vom Band und rangierten als erste Modelle des Herstellers in der Kompaktklasse. 2004 hingegen baute Avtotor seine SUV-Modellpalette aus und legte die Modelle Hummer H1 Alpha, Hummer H2, Hummer H3, den Chevrolet TrailBlazer und den Chevrolet Tahoe auf. Als Kleinstwagen folgte Ende 2003 der kleine Chevrolet Spark. Dieser soll 2011 durch die aktuelle Version ersetzt werden. In der oberen Mittelklasse produziert Avtotor die Stufenhecklimousine Cadillac STS und den SUV Cadillac DUU. Der Lanos hingegen wurde 2009 aus dem Modellprogramm gestrichen und durch den Cadillac BLS und den Cadillac SRX zweiter Generation ersetzt. Für 2010 brachte Avtotor auch den Cadillac Escalade in das Modellprogramm.

### Kia Motors
Das zweite Joint-Venture nahm Avtotor 1998 unter der Bezeichnung Ellada Intertreyd mit dem südkoreanischen Automobilhersteller Kia Motors auf. Als Welt-Herstellercode ist XWE reserviert. Ein eigener Werkscode wird allerdings nicht verwendet, so ist an elfter Position der Fahrzeug-Identifikationsnummer eine 0 vorzufinden. Erstes Modell dessen rollte erst im Frühjahr 2000 von Band. Dabei handelte es sich um den in der Mittelklasse angesiedelten Minivan Kia Carnival. Dieser wurde 2006 dann durch die zweite Generation ersetzt. In der Mittelklasse platzierte Avtotor 2001 die Stufenhecklimousine Kia Magentis, die sich vor allem in der Mittelschicht großer Beliebtheit erfreute. 2009 wurde der Magentis durch die neue Generation ersetzt. Als SUV der Mittelklasse etablierte man 2004 dann den Kia Sportage der zweiten Generation, welcher den Modellpflegen stets angepasst wurde. 2006 folgte dann der in der oberen Mittelklasse angesiedelte Kia Opirus und 2007 in der Kompaktklasse Kia cee’d. Etwas verspätet kam 2009 dann der Kia Carens dritter Generation und der neue SUV Kia Mohave in Produktion.

### NAC
Das vierte Joint-Venture schloss die Avtotor 2005 mit der chinesischen Nanjing Automobile Corporation ab. Damit erweiterte das Unternehmen sein Programm und startete damit seine Nutzfahrzeugherstellung. Seither befinden sich die Lkws Yuejin NJ 1020, Yuejin NJ 1041 und Yuejin NJ 1080 auch in russischer Herstellung. Verhandlungen diese Modelle unter eigenem Markennamen Avtotor aufzulegen, wurden bislang von der NAC abgelehnt.